# Всичко води към теб
Всичко води към теб е третият студиен албум на певицата Анелия. Издаден е от Пайнер на 16 август 2005 година и включва 10 песни. Основни композитори и аранжори в албума е Тодор Димитров-Токича и Пламен Стойчев, а основни текстописци Мая Димитрова, Тодор Димитров-Токича, Пламен Стойчев и Крамена Димитрова. Съдържа хитовете ѝ „Всичко води към теб“ и „Не мога да спра да те обичам“. 

## Песни
| #  | Песен                        | Музика                                 | Аранжимент            | Текст                             | Времетраене |
| -- | ---------------------------- | -------------------------------------- | --------------------- | --------------------------------- | ----------- |
| 1  | Всичко води към теб          | Тодор Димитров-Токича                  | Тодор Димитров-Токича | Тодор Димитров-Токича             | 04:45       |
| 2  | Как предаде любовта          | Пламен Стойчев                         | Пламен Стойчев        | Пламен Стойчев                    | 03:41       |
| 3  | Рисувай с устни              | Тодор Димитров-Токича                  | Тодор Димитров-Токича | Мая Димитрова и Крамена Димитрова | 03:58       |
| 4  | Не спирай                    | Пламен Стойчев                         | Пламен Стойчев        | Мая Димитрова                     | 04:16       |
| 5  | Как да забравя               | Тодор Димитров-Токича                  | Тодор Димитров-Токича | Мая Димитрова                     | 03:43       |
| 6  | Не мога да спра да те обичам | Пламен Стойчев                         | Пламен Стойчев        | Пламен Стойчев                    | 04:18       |
| 7  | Още миг остани               | Пламен Стойчев                         | Пламен Стойчев        | Пламен Стойчев                    | 04:13       |
| 8  | Намерих те                   | Пламен Стойчев и Тодор Димитров-Токича | Пламен Стойчев        | Крамена Димитрова                 | 04:07       |
| 9  | Свикнах без теб              | Тодор Димитров-Токича                  | Тодор Димитров-Токича | Мая Димитрова                     | 03:34       |
| 10 | Here And Around The World    | Тодор Димитров-Токича                  | Тодор Димитров-Токича | Тодор Димитров-Токича             | 05:00       |

## Видеоклипове
| Видеоклип                    | Премиера | Албум               | Режисьор        |
| ---------------------------- | -------- | ------------------- | --------------- |
| Всичко води към теб          | 2005     | Всичко води към теб | Николай Скерлев |
| Как предаде любовта          | 2005     | Всичко води към теб | Николай Скерлев |
| Не спирай                    | 2006     | Всичко води към теб | Николай Скерлев |
| Не мога да спра да те обичам | 2006     | Всичко води към теб | Николай Скерлев |

## ТВ Версии
| Видеоклип                    | Албум               | Програма                     |
| ---------------------------- | ------------------- | ---------------------------- |
| Рисувай с устни              | Всичко води към теб | Коледна програма „Рождество“ |
| Here And Around The World    | Всичко води към теб | Нежна е нощта 2006           |
| Не мога да спра да те обичам | Всичко води към теб | Нежна е нощта 2006           |

## Музикални успехи и награди
| Получател           | Музикални успехи и награди                                                    | -                                       |
| ------------------- | ----------------------------------------------------------------------------- | --------------------------------------- |
| Всичко води към теб | Първо място в класацията за авторска песен, за фолк хит и за видеоклип (2005) | сп. Нов фолк                            |
| Всичко води към теб | Три поредни пъти на върха на класацията „Планета Хит 50“ (2005)               | ТВ Планета                              |
| Всичко води към теб | Първо място в класацията за „Топ 20“, „Топ 5 Клипове“, „Топ 10 Албуми“ (2005) | Фолк Ревю                               |
| Всичко води към теб | Първо място в класацията за най-поръчвана песен в дискотеките (2005)          | сп. Фолк парад                          |
| Всичко води към теб | Хит на лятото (2005)                                                          | Фолкмаратон                             |
| Всичко води към теб | Хит на лятото (2005)                                                          | Годишни музикални награди на ТВ Планета |
| Не спирай           | Първо място в класацията за „Топ 10 на DJ TEDDY GEORGO“ (2006)                | Фолк Ревю                               |

## Музикални изяви

### Участия в концерти
- Турне „Планета Прима“ 2005 (Варна и Пловдив) – изп. „Всичко води към теб“, „Една минута“, „Искам те“, „Не знаеш“ и „Обичай ме“
- 4 години телевизия „Планета“ – изп. „Всичко води към теб“
- Награди на телевизия „Планета“ за 2005 г. – изп. „Всичко води към теб“
- Турне „Планета Прима“ 2006 – изп. „Само за миг“, „Всичко води към теб“, „Не знаеш“, „Искам те“, „Не спирай“, „До зори“, „Не мога да спра да те обичам“ и „Обичай ме“